# Бастонджу, Наджи
Наджи́ Бастонджу́ (тур. Naci Bastoncu; 1 января 1914, Трабзон — 28 октября 1983) — турецкий футболист, играл на позиции нападающего.

## Биография
Всю футбольную карьеру, насчитывающую 13 сезонов, играл за стамбульский клуб «Фенербахче». В составе «жёлтых канареек» Бастонджу 5 раз выигрывал Национальный дивизион и Стамбульскую лигу и 2 Кубка премьер-министра Турции в 1945 и 1946 годах. Всего за «Фенербахче» во всех турнирах сыграл 288 матчей и забил 159 голов.
Скончался 28 октября 1983 года в возрасте 69 лет.

## Достижения
«Фенербахче»
- Чемпион Стамбульской лиги (5): 1934/35, 1935/36, 1936/37, 1943/44, 1946/47
- Победитель Национального дивизиона[англ.] (5): 1937, 1940, 1943, 1945, 1946
- Обладатель Кубка премьер-министра Турции[англ.] (2): 1945, 1946
- Обладатель Стамбульского кубка[англ.] (1): 1945